# Bouvier de l'Entlebuch
Pour les articles homonymes, voir Bouvier.
Le bouvier de l’Entlebuch est un chien de bouvier suisse. Très sympathique, ce chien de compagnie peut éventuellement s'adapter  à la vie d'appartement mais préfère les grands espaces.

## Aptitudes
À l'origine chien de conduite des troupeaux et de garde de propriétés, entre autres utilités. De nos jours chien de garde et de compagnie.

## Mensurations
Hauteur au garrot : 42–à 48 cm, et toléré 50 cm pour les femelles ; 44 à 50 cm, toléré 52 cm pour les mâles.
Poids : de 17 à 30 kg.

## Poil et couleur
Le poil est court, serré et très près du corps, dur, lisse et brillant; le sous-poil est épais et laineux. Les couleurs de la robe sont celles de tous les bouviers suisses : fond noir avec des marques symétriques feu (allant du jaune au brun-rouille) et blanches.

## Soins
En période de mue, utilisez un peigne spécial à double rangée de dents métalliques pour bien traiter le sous-poil. En temps normal, l'entretien est restreint.

## Caractère
C'est un compagnon vif, au tempérament affirmé mais égal, un bon chien de garde courageux qui ne se laisse pas facilement corrompre. Intelligent et ardent, il aime apprendre.

## Dressage
Comme tous les chiens, il sera nécessaire de l'éduquer. En période de socialisation, faites en sorte que ce chien, qui apprend très vite, puisse expérimenter fréquemment et de façon positive des situations et des rencontres humaines et animales variées. Ne le reléguez surtout pas au chenil, s'il aime effectivement être dehors, il faut absolument que ce soit en compagnie de son maître.

## Comportement social
Pour lui, comme pour tous les bouviers suisses, la famille est la priorité numéro un. Il vous avertira si quelque chose d'anormal se produit. Plutôt méfiant à l'égard des inconnus, il annoncera à tous coups leur présence. Les représentants de la race sont pour la plupart doux avec les enfants et posent rarement des problèmes avec les autres animaux de compagnie et de bétail. Il défend les jeunes enfants et aime qu'on le caresse derrière les oreilles, sur le ventre et sous les pattes. Il adore jouer avec les jeunes enfants et passer du temps avec eux. Il aime aussi les grandes promenades car c'est un chien qui a besoin de se défouler au grand air.

## Exercice
Ce bouvier a besoin de beaucoup d'exercice et doit être toujours occupé. Il possède un instinct territorial assez développé et se montre peu enclin au vagabondage. C'est un bon concurrent pour l'agility et le canicross.

## Source
Encyclopédie illustrée Les Chiens, texte et photographies Esther JJ. Verhoef-Verhallen, adaptation française de Bruno Porlier. GRÜND 1997